# Ekološki dejavnik
Ekološki dejavnik (tudi dejavnik okolja) je celota življenjskih razmer ter vsa živa in neživa narava, ki v celoti, neposredno ali posredno vplivajo na organizem. Z njenim vplivom povzročajo spremembe v njegovem razvoju, vedenju, življenjski aktivnosti ter povzročajo povečanje ali zmanjšanje števila organizmov s tem pa tudi spremembe v skupnosti. Vsak ekološki dejavnik deluje na organizem skupaj z drugimi ekološkimi dejavniki, s tem pa ustvarjajo njegovo življenjsko okolje.  

## Delitev ekoloških dejavnikov
- abiotski dejavniki - so neživi del narave ki vpliva na organizme, kot so voda, zrak, toplota, svetloba, mineralne snovi, ...
- biotski dejavniki - so živi dejavniki okolja, kot so živali, rastline, mikroorganizmi in vsi ostali organizmi z medsebojno odvisnostjo
- antropogeni dejavniki - so dejavnosti človeka, ki vplivajo na spremembe v okolju

## Ekološki dejavniki glede na delovanje
- kemični - benzen, toluen, ksilen, ketoni, halogeni,...
- fizikalni - električna energija, sevanje, hrup,...
- biološki - virusi, bakterije, glivice, kvasovke, plesni, paraziti, ...
- mehanični - poškodbe
- psihosocialni - psihična prizadetost, osamljenost, stres, nemoč, negotovost,...